# 541
Năm 541 là một năm trong lịch Julius.